# Gators de San Francisco State
Les Gators de San Francisco State (en anglais : San Francisco State Gators) sont un club omnisports universitaire de l'université d'État de San Francisco : basketball, baseball, cross country, football et lutte pour les hommes ; basketball, cross country, football, softball, athlétisme et volleyball pour les femmes. La plupart de ces équipes participent aux compétitions de la California Collegiate Athletic Association, sauf l'équipe de lutte qui appartient à la Rocky Mountain Athletic Conference.